# Caltanissetta Xirbi
Caltanissetta Xirbi (wł. Stazione di Caltanissetta Xirbi) – stacja kolejowa w Caltanissetta, w prowincji Caltanissetta, w regionie Sycylia, we Włoszech. Stacja znajduje się na linii Palermo – Katania oraz na tej stacji rozpoczyna bieg linia Caltanissetta Xirbi – Agrigento.
Według klasyfikacji RFI ma kategorię brązową.

## Linie kolejowe
- Linia Palermo – Katania
- Linia Caltanissetta Xirbi – Agrigento